# Helmut Wolf (Geologe)
Helmut Wolf (* 21. Juni 1937 in Troppau, Tschechoslowakei; † 9. Oktober 2020) war ein deutscher Geologe, Museumsleiter und Heimatforscher.

## Leben
Wolf wurde in Schlesien geboren und kam nach dem Zweiten Weltkrieg nach Westdeutschland. Er studierte Geologie und war als promovierter Diplom-Geologe am Staatlichen Forschungsinstitut für angewandte Mineralogie in Regensburg tätig. Er leitete jahrelang das Oberpfälzer Freilandmuseum Neusath-Perschen. Als Hauptkonservator beim Bezirk Oberpfalz war Wolf seit 1972 mit dem Bergbau- und Industriemuseum Ostbayern in Theuern befasst, insbesondere mit dem Aufbau und der Konzeption des Museums. Ab 1. November 1982 als fachlicher Leiter der Einrichtung. Bis Ende 2003 war er mit dem weiteren Aufbau und der Leitung des Museums betraut.
Die Erforschung der Erdgeschichte der Oberpfalz wurde zu seinem zentralen Wissensbereich. So dozierte er seit 1969 Geologie am Lehrstuhl für Geografie der Universität Regensburg, seit 1993 Technikgeschichte am Lehrstuhl für Archäologie des Mittelalters und der Frühen Neuzeit der Universität Bamberg und an der Technischen Hochschule München. Er war Redaktionsleiter von Fachzeitschriften und publizierte vorwiegend als Herausgeber zu den Bereichen Bergbau, Geologie und Industriegeschichte und konzipierte die geologischen Lehrpfade in Tännesberg und am Pfahl. Von ihm stammt auch das Konzept „GeoAkademie Ostbayern-Böhmen“, das die Basis für die 2009 gegründete Akademie für Natur und Industriekultur Ostbayern-Böhmen in Neustadt an der Waldnaab und den Geopark Bayern-Böhmen bildete. Bilateral arbeitete er unter anderem mit dem Technischen Nationalmuseum in Prag in Jahren 1994 und 1996 für die Ausstellung „Das Gold im Herzens Europas“ und mit der Georgius Agricola-Stiftung in der Region Kaiserwald (Slavkovský les) zusammen.
Als Museumsleiter gestaltete er zahlreiche Kulturtage, Symposien und Ausstellungen um die niederbayerische und oberpfälzische Porzellan- und Glasindustrie, darunter mehrere Ausstellungen zum Thema Pressglas (die erste 1986 zusammengestellt von Christiane Sellner), die Bayerisch-Böhmischen Kolloquien und den Kunst-Gipfel 2000 auf dem Monte Kaolino bei Hirschau, bei dem zwölf Künstler ihre Licht- und Ton-Installationen zeigten. Er ist Juror des MZ-Museumspreises.
Am 31. März 2002 wurde er in den Ruhestand versetzt und leitete das Bergbau- und Industriemuseum Ostbayern noch bis Ende 2003 kommissarisch. Seither war er ehrenamtlich tätig, beispielsweise als Geschäftsführer der Arbeitsgemeinschaft Bayerische Eisenstraße, für die Akademie für Natur und Industriekultur Ostbayern-Böhmen und den Verein Freunde und Förderer des Ostbayerischen Bergbau- und Industriemuseums.

## Veröffentlichungen (Auswahl)
- Reichhart-Schacht Besucherbergwerk, (mit Linus Kestel); Juni 1980.[8]
- Die Bergbauabteilung, das Projekt Bayerische Eisenstraße. Bergbau- und Industriemuseum Ostbayern, Landkreis Amberg-Sulzbach (Hrsg.), Kummersbrück 1983.
- Eisenerzbergbau und Eisenverhüttung in der Oberpfalz von den Anfängen bis zur Gegenwart. Haus der Bayerischen Geschichte, München 1986.
- Maria Maier. Zeit-Symbiosen. Fotocollagen 1995–2000 (Textbeitrag); Schriftenreihe des Bergbau- und Industriemuseums Ostbayern Kümmersbruck 2000, ISBN 3-925690-45-X.

## Auszeichnungen
- 1995: Aventinus-Medaille des Verbandes bayerischer Geschichtsvereine[9]
- 2000: Nordgaupreis des Oberpfälzer Kulturbundes in der Kategorie „Heimatpflege“
- 2003: Bundesverdienstkreuz am Bande[4]